# Phrixothrix tiemanni
Phrixothrix tiemanni är en skalbaggsart som beskrevs av Wittmer 1970. Phrixothrix tiemanni ingår i släktet Phrixothrix och familjen Phengodidae. Inga underarter finns listade i Catalogue of Life.